# 浪声鼓
浪声鼓（英語：Surf drum）或称海洋鼓、海鼓（ocean drum），是一种北美的打击乐器，可用来模拟发出海浪的声音。

## 形制
浪声鼓大小类似铃鼓，鼓的两面为鼓面膜，内有铁珠、豆子或石头等，以模拟海浪声。摇动手腕以进行演奏，也可用手或音锤敲击鼓面。